# ウィンザー交通局

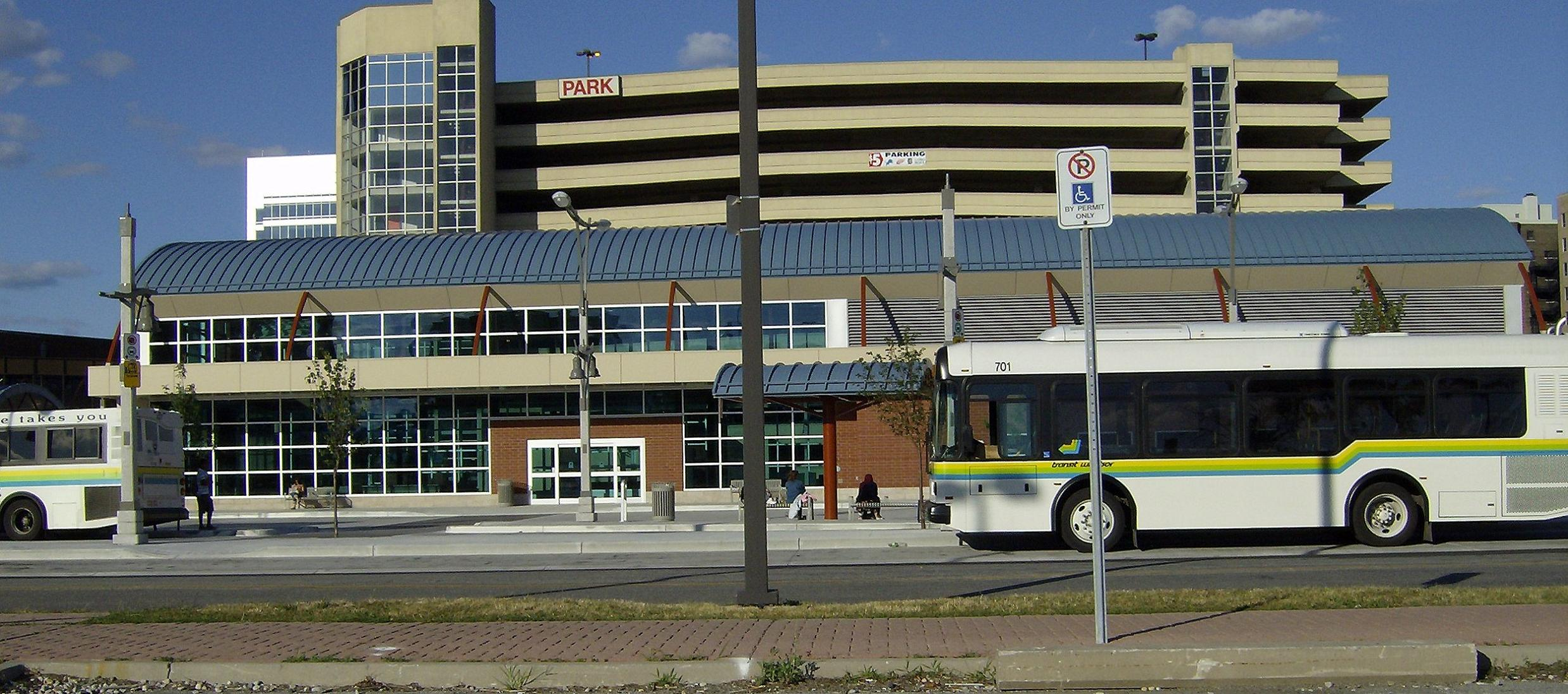
ウィンザー国際トランジットターミナル

ウィンザー交通局 (Transit Windsor) は、公共交通機関を運営するカナダのオンタリオ州ウィンザー市の部局（公営企業）である。
市中心部にあるウィンザー国際トランジットターミナルを中心に路線網を構成する。
毎年600万人以上の乗客を輸送し、310平方キロメートル、21万8000人をカバーする。
また、ウィンザー市中心部とミシガン州デトロイト市をトンネルを通して結び、イベントが開催されるときにはコメリカ・パーク、ジョー・ルイス・アリーナ、コボ・センター（Cobo center）やフォード・フィールドへもバスを運行する。

## 歴史
1977年11月1日に運営を開始した。それまではサンドウィッチ・ウィンザー及びアマーストバーグ鉄道会社（Sandwitch,Windsor&Amherstburg Railway Company）、通称SW&Aであった。
最初に所有していたのは90台のバスと1台のイギリス製二階建てバス、3台の長距離バス、2台の郊外用バス
であった。
2010年には約3000KLのガソリンを消費し、延べ約5500万km走行し、約6200万人を輸送した。

## 車両
計103両を所有している。そのうち28台はハイブリッド車である。
1997年以降に作られたバスはすべて車椅子に対応しており、車両前方にある優先座席が折りたためるようになっているほか、ノンステップバスとなっている。

### その他
- 全車両の25％は車齢が20年を越えている。
- 車長は9mの2両を除きすべて12m。

## 料金
料金は全区間均一で2.75ドル。ただし大人一人につき五歳以下の子供一人まで無料。
トンネルバスは4ドル。
定期券は毎月更新が必要で、学生55ドル、成人79ドル、シニア40ドル、トンネルバスの定期券は成人のみ発売されており、130ドル。
5枚綴りの回数券も発売されており、これは大人10.5ドル、学生8ドル。
運転手に"transit"と頼むと二時間以内なら乗り換え自由な券をもらえる。

## 路線
（Windsor International Transit Terminal、略称：WITT）を中心に14本の路線が存在し、市のほぼ全域を覆っている。
1. TRANSWAY 1A  WITT～Devonshire　Mall
2. TRANSWAY 1C　MicMac～WITT～ForestGrade
3. TRANSWAY 1C EXPRESS　ウィンザー大学メインキャンパス～ForestGrade
4. CROSSTOWN 2 CACC TRANSIT TERMINAL～Tecumseh Mall TRANSIT TERMINAL
5. CENTRAL 3 CACC TRANSIT TERMINAL～ウィンザー国際空港～TRANSIT CENTRE
6. CENTRAL 3 WEST CACC TRANSIT TERMINAL～WITT
7. OTTAWA 4 WITT～ForestGrade
8. DOMINION 5 WITT～St.Clair College Windsor Campass（DOUGALL 6とは別経路）
9. DOUGALL 6 WITT～St.Clair College Windsor Campass（DOMINION 5とは別経路）
10. SOUTH-WINDSOR 7 Windsor Race Way～Devonwood Conservation Area
11. WALKERVILLE 8 WITT～LegacyPark(Silver City)
12. LAUZON 10 市北西部を環状に結ぶ
13. PARENT 14 WITT～ Remington Park～ Devonshire　Mall
14. TUNNEL BUS　WITT～デトロイト

ただし各路線の両端はループしていることが多いのでどこからどこまでというのはあくまで目安。
- 1C EXPRESSは高速道路を通る。
- 1C EXPRESSは2013年をもって廃止予定